# ارنو فريش
ارنو فريش (بالألمانية: Arno Frisch)‏ (و. 1975  م) هو ممثل أفلام، وممثل مسرحي نمساوي، ولد في فيينا.

## وصلات خارجية
- ارنو فريش على موقع IMDb (الإنجليزية)
- ارنو فريش على موقع ألو سيني (الفرنسية)
- ارنو فريش على موقع أول موفي (الإنجليزية)
- ارنو فريش على موقع قاعدة بيانات الأفلام السويدية (السويدية)
- ارنو فريش على موقع قاعدة بيانات الفيلم (الإنجليزية)
- ارنو فريش على موقع كينوبويسك (الروسية)